# Pieskehaure
Pieskehaure (pitesamiska: Bieskehávvre) är en sjö i Arjeplogs kommun i Lappland och ingår i Piteälvens huvudavrinningsområde. Sjön har en area på 58,8 kvadratkilometer och ligger 577 meter över havet. Sjön avvattnas av vattendraget Piteälven.

## Delavrinningsområde
Pieskehaure ingår i det delavrinningsområde (742986-153348) som SMHI kallar för Utloppet av Pieskehaure. Medelhöjden är 693 meter över havet och ytan är 192,38 kvadratkilometer. Räknas de 38 avrinningsområdena uppströms in blir den ackumulerade arean 623,83 kvadratkilometer. Avrinningsområdets utflöde Piteälven mynnar i havet. Avrinningsområdet består mestadels av skog (22 procent) och kalfjäll (46 procent). Avrinningsområdet har 60,42 kvadratkilometer vattenytor vilket ger det en sjöprocent på 31,4 procent.